# ويكي أنواع
ويكي أنواع هو أحد مشاريع مؤسسة ويكيميديا، وهو يهدف إلى إنشاء دليل بكل أنواع الكائنات. بدأ المشروع في 13 سبتمبر 2004.

## وصلات خارجية
- ويكي أنواع